# اداره ثبت اختراع و نشان تجاری ایالات متحده آمریکا
اداره ثبت اختراع و نشان تجاری ایالات متحده (به انگلیسی: United States Patent and Trademark Office) (به شکل مخفف: PTO یا USPTO) یکی از آژانس‌های وزارت بازرگانی ایالات متحده آمریکا است که در زمینه صدور گواهی ثبت اختراع برای مخترعین، ثبت نشان تجاری برای محصولات و شناسایی و اعتباربخشیدن به مالکیت فکری فعالیت می‌کند.

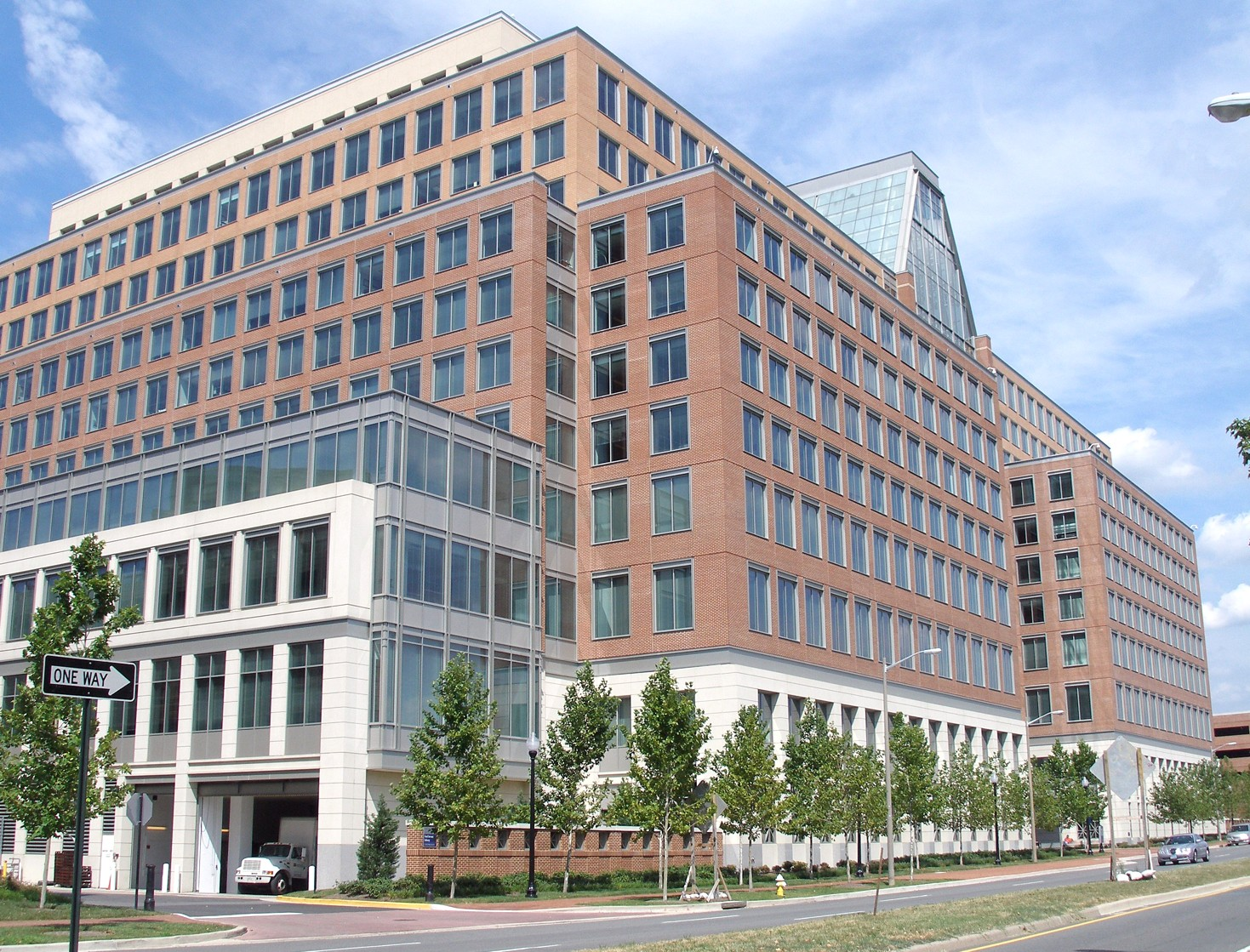
مقر آژانس در الکساندریا، ویرجینیا

مقر این آژانس در سال ۲۰۰۶ تغییر کرد و از آرلینگتون در ویرجینیا به الکساندریا، ویرجینیا منتقل شد.
اداره ثبت اختراع و نشان تجاری ایالات متحده به همراه اداره تبت اختراع اروپا و اداره ثبت اختراع ژاپن تشکیل دهنده اداره‌های سه‌جانبه ثبت اختراع هستند.